# Lux in Tenebris
Lux in Tenebris — DVD/VHS польской группы Asgaard, выпущенный в 2004 году лейблом Metal Mind Productions. Релиз содержит в себе запись концертного выступления группы, записанного в октябре 2002 года в Studio Krzemionki, что в Кракове. Концертное выступление состоит из исполнения десяти композиций. В качестве бонусов на релизе представлены две видеозаписи клубного выступления 1998 года, интервью с вокалистом и гитаристом, 4 аудиокомпозиции, а также биография, дискография, фотогалерея, обои для рабочего стола, ссылки.

## Критика
Российский журнал Dark City назвал записанное на данном релизе концертное выступление скучным, отметив отсутствие какого-либо шоу. В плане технических параметров диска журнал отметил нормальный звук (имеется выбор между стерео и DD 5.1), качественные съёмки, а также неплохой объём бонусов. В целом Dark City поставил релизу 2 балла из 5 возможных, опираясь в основном на характеристику самого концерта.

## Сет-лист концерта
1. Mare Nectapis
2. Mare Tranquillitatis
3. Love, Blood And Eternity
4. Primus In Orbe Deos Fecit Timor
5. Carpite Florem
6. The Way Of The Secret Rapture
7. Cogitemus Corpus Esse Mortale
8. Mare Nubium
9. Quem Di Diligunt, Adulescenes Moritur
10. Mare Serenitatis

### Бонус-композиции
Видео
1. Mournful Suite Of Dreams
2. 1168

Аудио
1. The Way Of The Secret Rapture
2. Manibus Date Lilia Plenis
3. Mare Serenitatis
4. Mare Procellarum (Break The Darkness Remix)